# Джерард, Александр
Александр Джерард (англ. Alexander Gerard, 22 февраля 1728 — 22 февраля 1795) — шотландский писатель и философ.
Получил образование в Абердинском университете, где занял должность профессора натуральной философии и богословия, а также стал одним из министров города. В 1756 году он был удостоен приза за два трактата: «Опыт о вкусе» (Essay on Taste) и «Опыт о гении» (Essay on Genius). Последователь Д. Юма.